# Kedgwick
Kedgwick é uma comunidade rural canadense no Condado de Restigouche,  em Nova Brunswick. Originalmente um distrito de melhoria local, em seguida, uma vila incorporada, Kedgwick se tornou uma comunidade rural em 2012, quando se amalgamou com a paróquia de Grimmer.